# 斑马成像
斑马成像（Zebra Imaging），是一家美国科技公司，其主要针对政府和商用客户开发数字全息术、全息成像和交互3D显示技术。公司提供的数字全息术包括没有眼镜或护目镜要求的裸眼立体显示、查看图像从上方和下方以及从一边到另一边的全视差、以及单色或彩色技术。公司还成功开发了一个三维动态显示，可实现实时渲染；这意味着类似SketchUp和Autodesk 123D的3D程序可以实现全息显示。

## 历史
1996年，一批麻省理工学院的媒体实验室毕业生建立了斑马影像。该公司的技术部分来源于麻省理工学院媒体实验室的空间成像组，项目导师是全息领域专家史蒂芬·本顿教授。

## 科技
该公司已经在美国和海外获得超过40项专利。斑马成像的3D数字全息技术能够同时、独立地位为所有观众提供多角度的图像展示，包括医学成像。在静态全息图中，成像可以通过不同通道成像动画短片或单帧。2005年后，斑马成像已经研发出动态（运动能力）3D显示技术，部分技术由美国国防部高级研究计划局支持。2011年11月，时代周刊选举出的“2011年最重要的50个发明”中，斑马成像的Zscape动态成像技术获选。

## 相关
- 数字全息
- Hogel（英语：Hogel）
- 全息
- MIT媒体实验室
- 立体显示（英语：Volumetric display）